# Bergrepubliek van de Noordelijke Kaukasus
De Bergrepubliek van de Noordelijke Kaukasus (Russisch: Республика Союза Горцев Северного Кавказа), ook bekend als bergrepubliek of de Republiek van de Bergvolkeren, was van 1917 tot 1919 een kortstondige islamitische staat in de Noordelijke Kaukasus. Het omvatte de voormalige oblast Terek en oblast Dagestan van het Russische Rijk, nu de autonome republieken Tsjetsjenië, Ingoesjetië, Noord-Ossetië, Kabardië-Balkarië, Dagestan en delen van de kraj Stavropol; ongeveer 407.000 km². Er woonden ongeveer een miljoen mensen. De hoofdstad was eerst Vladikavkaz, vervolgens Nazran en ten slotte Temir-Chan-Sjoera.

## Geschiedenis
In maart 1917, na de Februarirevolutie, werd de "Unie van Volkeren van de Noordelijke Kaukasus" opgericht en werd een uitvoerende raad van de unie verkozen. De voorzitter van deze uitvoerende raad was Tapa Tsarmojev, een van de leiders van de Nationale Bevrijdingsbeweging van de Volkeren van de Noordelijke Kaukasus. Op 5 augustus 1917 nam het 'Centraal Comité van de Noordelijke Kaukasus' de 'Nizam' (grondwet) van Imam Sjamil uit 1847 aan.
Nadat de tsaristische overheid definitief was gevallen werd het jaar erop, op 11 mei 1918, door leiders als Sayd Sjamil (kleinzoon van imam Sjamil en later (in 1924) een van de oprichters en leiders van de 'Raad voor Onafhankelijkheid van de Kaukasus' in Duitsland), Tapa Tsjarmojev (premier), de sjeiks Ali-Haji Akoesja, Oezoen Haji en Najm ad-Din (Najmuddin Gotsinski) en Haidar Bamat de bergrepubliek opgericht.
De staat werd (de jure) erkend door Duitsland, Oostenrijk-Hongarije, Turkije, de Democratische Republiek Azerbeidzjan, Democratische Republiek Georgië en de Volksrepubliek Koeban. De officiële talen in het gebied waren Tsjetsjeens en Russisch.
Het gebied werd aangevallen door het Witte Leger onder leiding van Anton Denikin en grotendeels bezet door zijn Vrijwilligersleger. Denikin moest zich echter terugtrekken uit het gebied in januari 1920, toen zijn leger volledig werd verslagen door het 9e Rode Leger. Het oprukkende Rode Leger werd aanvankelijk begroet met rode vlaggen in de dorpen van de Noordelijke Kaukasus, maar beloften over autonomie bleken niet na te worden gekomen. Hierop braken opstanden uit tegen de bezetting door de bolsjewieken, die Stalin deed besluiten tot het oprichten van de Sovjetrepubliek der Bergvolkeren op 20 januari 1921.